# Popis Messierovih objekata
Popis objekata u Messierovom katalogu:
- M1 - ostatak supernove iz 1054. godine u Biku
- M2 - kuglasti skup u Vodenjaku
- M3 - kuglasti skup u Lovačkim psima
- M4 - kuglasti skup u Škorpionu
- M5 - kuglasti skup u Glavi zmije
- M6 - otvoreni skup u Škorpionu
- M7 - otvoreni skup u Škorpionu
- M8 - emisijska maglica Laguna u Strijelcu
- M9 - kuglasti skup u Zmijonoscu
- M10 - kuglasti skup u Zmijonoscu
- M11 - otvoreni skup u Štitu
- M12 - kuglasti skup u Zmijonoscu
- M13 - kuglasti skup u Herkulu
- M14 - kuglasti skup u Zmijonoscu
- M15 - kuglasti skup u Pegazu
- M16 - otvoreni skup s emisijskom maglicom Orao u Glavi zmije
- M17 - emisijska maglica Labud u Strijelcu
- M18 - otvoreni skup u Strijelcu
- M19 - kuglasti skup u Zmijonoscu
- M20 - emisijska maglica Trifid u Strijelcu
- M21 - otvoreni skup nedaleko od M20 u Strijelcu
- M22 - kuglasti skup u Strijelcu
- M23 - otvoreni skup u Strijelcu
- M24 - zvjezdani oblak vidljiv golim okom u Strijelcu
- M25 - otvoreni skup u Strijelcu
- M26 - otvoreni skup u Štitu
- M27 - planetarna maglica Dumbell u Lisici
- M28 - kuglasti skup u Strijelcu
- M29 - otvoreni skup u Labudu
- M30 - kuglasti skup u Jarcu
- M31 - Andromedina galaktika u istoimenom zviježđu
- M32 - pratilja Andromedine galaksije
- M33 - spiralna galaktika u Trokutu
- M34 - otvoreni skup u Perzeju
- M35 - otvoreni skup u Blizancima
- M36 - otvoreni skup u Kočijašu
- M37 - otvoreni skup u Kočijašu
- M38 - otvoreni skup u Kočijašu
- M39 - otvoreni skup u Labudu
- M40 - dvostruka zvijezda u Velikom medvjedu
- M41 - otvoreni skup u Velikom psu
- M42 - Orionova maglica, najsjajnija maglica na nebu u Orionu
- M43 - dio Orionove maglice
- M44 - otvoreni skup Jaslice u Raku
- M45 - otvoreni skup Vlašići (ili Plejade) u Biku
- M46 - otvoreni skup u Krmi
- M47 - otvoreni skup u Krmi
- M48 - otvoreni skup u Vodenoj zmiji
- M49 - eliptična galaktika u Djevici
- M50 - otvoreni skup u Jednorogu
- M51 - galaktika Vrtlog u Lovačkim psima
- M52 - otvoreni skup u Kasiopeji
- M53 - kuglasti skup u Berenikinoj kosi
- M54 - kuglasti skup u Strijelcu
- M55 - kuglasti skup u Strijelcu
- M56 - kuglasti skup u Liri
- M57 - planetarna maglica Prsten u Liri
- M58 - spiralna galaktika u Djevici
- M59 - eliptična galaktika u Djevici
- M60 - eliptična galaktika u Djevici
- M61 - spiralna galaktika u Djevici
- M62 - kuglasti skup u Zmijonoscu
- M63 - spiralna galaktika u Lovačkim psima
- M64 - spiralna galaktika u Berenikinoj kosi
- M65 - spiralna galaktika u Lavu
- M66 - spiralna galaktika u Lavu
- M67 - otvoreni skup u Raku
- M68 - kuglasti skup u Vodenoj zmiji
- M69 - kuglasti skup u Strijelcu
- M70 - kuglasti skup u Strijelcu
- M71 - kuglasti skup u Strijelici
- M72 - kuglasti skup u Vodenjaku
- M73 - asterizam u Vodenjaku
- M74 - spiralna galaktika u Ribama
- M75 - kuglasti skup u Strijelcu
- M76 - planetarna maglica u Perzeju
- M77 - spiralna galaktika u Kitu
- M78 - refleksijska maglica u Orionu
- M79 - kuglasti skup u Zecu
- M80 - kuglasti skup u Škorpionu
- M81 - spiralna galaktika u Velikom medvjedu
- M82 - nepravilna galaktika u Velikom medvjedu
- M83 - spiralna galaktika u Vodenoj zmiji
- M84 - eliptična galaktika u Djevici
- M85 - spiralna galaktika u Berenikinoj kosi
- M86 - eliptična galaktika u Djevici
- M87 - eliptična galaktika u Djevici, središte jata galaktika Virgo-Coma
- M88 - spiralna galaktika u Berenikinoj kosi
- M89 - eliptična galaktika u Djevici
- M90 - spiralna galaktika u Djevici
- M91 - spiralna galaktika u Berenikinoj kosi
- M92 - kuglasti skup u Herkulu
- M93 - otvoreni skup u Krmi
- M94 - spiralna galaktika u Lovačkim psima
- M95 - spiralna galaktika u Lavu
- M96 - spiralna galaktika u Lavu
- M97 - planetarna maglica u Velikom medvjedu
- M98 - spiralna galaktika u Berenikinoj kosi
- M99 - spiralna galaktika u Berenikinoj kosi
- M100 - spiralna galaktika u Berenikinoj kosi
- M101 - spiralna galaktika u Velikom medvjedu
- M102 - spiralna galaktika u Zmaju
- M103 - otvoreni skup u Kasiopeji
- M104 - spiralna galaktika Sombrero u Djevici
- M105 - eliptična galaktika u Lavu
- M106 - spiralna galaktika u Lovačkim psima
- M107 - kuglasti skup u Zmijonoscu
- M108 - spiralna galaktika u Velikom medvjedu
- M109 - spiralna galaktika u Velikom medvjedu
- M110 - eliptična galaksija, pratilja Andromedine galaksije

## Vanjske poveznice
- (eng.) SEDS Messier Database NED data for the Messier Objects
- (eng.) SEDS Messier Database NED data for some important Non-Messier Galaxies
- (eng.) SEDS, Spider's Homepage NED data of Local Group Galaxies and nearby non-member galaxies